# مارغريت الفرنسية ملكة إنجلترا والمجر
مارغريت من فرنسا، ملكة إنجلترا والمجر (بالفرنسية: Marguerite de France )‏ (و. 1158 – 1197 م) هي ملكة حاكمة فرنسية، ولدت في باريس، توفيت في صور، عن عمر يناهز 39 عاماً.